# NGC 5080
NGC 5080 é uma galáxia elíptica (E?) localizada na direcção da constelação de Virgo. Possui uma declinação de +08° 25' 47" e uma ascensão recta de 13 horas, 19 minutos e 19,2 segundos.
A galáxia NGC 5080 foi descoberta em 27 de Abril de 1881 por Edward Singleton Holden.